# Надиг, Мари-Терез
Мари-Терез «Майте» Надиг (нем. Marie-Theres "Maite" Nadig; 8 марта 1954, Флумс, кантон Санкт-Галлен) — известная швейцарская горнолыжница, двукратная олимпийская чемпионка 1972 года, обладательница Кубка мира 1981 года.

## Биография
Мари-Терез Надиг родилась в швейцарском городе Флумс, в кантоне Санкт-Галлен.
В 1972 году на Олимпийских играх в Саппоро в 17-летнем возрасте Надиг выиграла 2 золотых медали в скоорстном спуске и гигантском слаломе. В 1972 году была признана лучшей спортсменкой года в Швейцарии.
В 1980 году на зимних Олимпийских играх в Лейк-Плэсиде Надиг была знаменосцем сборной Швейцарии и взяла бронзу в скоростном спуске. В 1981 году выиграла общий зачёт Кубка мира, после чего завершила спортивную карьеру.
Всего за карьеру 115 раз выходила на старт этапов Кубка мира и одержала 24 победы.
Сегодня занимается бизнесом, есть двое детей.